# American Animals
American Animals es una película británica-estadounidense de crimen y drama escrita y dirigida por Bart Layton. Es protagonizada por Evan Peters, Barry Keoghan, Blake Jenner, y Jared Abrahamson. Se estrenó en el Festival de Cine de Sundance de 2018, el 19 de enero de 2018. Fue estrenada en cines el 1 de junio de 2018 por The Orchard y MoviePass Ventures.

## Reparto
- Evan Peters como Warren Lipka.
- Barry Keoghan como Spencer Reinhard.
- Blake Jenner como Chas Allen.
- Jared Abrahamson como Eric Borsuk.
- Udo Kier como Mr. Van Der Hoek.
- Ann Dowd como Betty Jean Gooch.

## Producción
La filmación comenzó en Charlotte, Carolina del Norte en febrero de 2017.

## Estreno
La película se estrenó en el Festival de Cine de Sundance de 2018 el 19 de enero de 2018. Los derechos de distribución fueron comprados por The Orchard y MoviePass Ventures por $3.000.000. Fue estrenada el 1 de junio de 2018.

## Recepción
American Animals recibió reseñas positivas de parte de la crítica y de la audiencia. En la página web Rotten Tomatoes, la película obtuvo una aprobación de 88%, basada en 213 reseñas, con una calificación de 7.6/10, mientras que de parte de la audiencia tuvo una aprobación de 82%, basada en más de 2500 votos, con una calificación de 4.7/5.
Metacritic le dio a la película una puntuación 62 de 100, basada en 25 reseñas, indicando "reseñas generalmente favorables". En el sitio web IMDb los usuarios le han dado una calificación de 7.2/10, sobre la base de 482 votos.